# Monumentos de la República Popular China
La Lista de monumentos de la República Popular China (en chino 全国重点文物保护单位 / 全國重點文物保護單位 / Quánguó zhòngdiǎn wénwù bǎohù dānwèi, «Sitios Históricos Nacionales y Objetos Culturales bajo Protección Estatal») es un listado de monumentos del Consejo de Estado de la República Popular China de sitios históricos nacionales protegidos y objetos culturales.
El primer listado de monumentos se creó el 3 de abril de 1961 con 180 monumentos, un segundo listado con otros 62 en 1982. Desde entonces se ha actualizado varias veces (ver la tabla más abajo). La lista comprende sitios de importancia por su historia, valor artístico o científico: edificios, objetos culturales, mausoleos, arquitectura antigua, monasterios en cuevas y grabados en piedra, entre otros.

## Decisiones del consejo de estado chino
| N.°   | Fecha                   | Añadidos | Fusionados | Réf.   |
| ----- | ----------------------- | -------- | ---------- | ------ |
| 1     | 3 de abril de 1961      | 180      |            | [ 1 ]  |
| 1a    | 26 de octubre de 1964   | −1       |            | [ 2 ]  |
| 1b    | 16 de octubre de 1981   | 1        |            | [ 3 ]  |
| 2     | 23 de febrero de 1982   | 62       |            | [ 4 ]  |
| 3     | 13 de enero de 1988     | 258      |            | [ 5 ]  |
| 4     | 20 de noviembre de 1996 | 250      | 12         | }      |
| 5     | 25 de junio de 2001     | 518 (-1) | 23         | [ 8 ]  |
| 5a    | 22 de noviembre de 2002 | 1        |            | [ 9 ]  |
| 5b    | 2 de marzo de 2003      | 1        |            | [ 10 ] |
| 5c    | 3 de abril de 2003      | 1        |            | [ 11 ] |
| 6     | 25 de mayo de 2006      | 1080     | 106        | [ 12 ] |
| 6a    | 20 de agosto de 2009    | 1        |            |        |
| 7     | 5 de marzo de 2013      | 1943 + 1 |            | [ 13 ] |
| 7a    | 25 de abril de 2014     | 1        |            | [ 14 ] |
| 8     | 7 de octubre de 2019    | 762      |            |        |
| Total |                         | 4296     |            |        |